# Marek Motyka (piłkarz)
Marek Motyka (ur. 17 kwietnia 1958 w Żywcu) – polski piłkarz i trener.

## Kariera piłkarska

### Kariera klubowa
Marek Motyka rozpoczynał swoją karierę w miejscowej Sole. Zdolnego chłopca szybko pozyskała Koszarawa. W seniorskim zespole tej drużyny piłkarz zadebiutował w 1974 roku, mając szesnaście lat. W 1976 roku zawodnik trafił do Hutnika Kraków. Przejście do krakowskiego zespołu nastąpiło w niecodziennych okolicznościach. Młody, dobrze zapowiadający się piłkarz miał propozycje z kilku innych klubów, jednak tylko Hutnik zaproponował mu pomoc w leczeniu skutków ciężkiej kontuzji, którą doznał w spotkaniu z Victorią Jaworzno.
Zimą 1978 roku Motyka trafił do Wisły Kraków. Zespół Białej Gwiazdy był wówczas naszpikowany gwiazdami, przez co młody obrońca, bał się, że nigdy nie zdoła wywalczyć sobie miejsca w podstawowym składzie i większość spotkań przesiedzi na ławce rezerwowych. W Wiśle Motyka zadebiutował 5 marca 1978 roku w wyjazdowym meczu z Polonią Bytom. Spotkanie zakończyło się remisem 1:1. Z meczu na mecz stawał się coraz lepszy. Każdy występ był dla niego świętem, a wszystkie rozgrywki traktował z niezwykłą powagą. W sezonie 1977/78 Motyka rozegrał 10 ligowych meczów, a wraz z drużyną został Mistrzem Polski.
Motyka grał twardo, lecz czysto, kartki nie eliminowały go z rozgrywek zbyt często. Przez kilka sezonów pojawiał się na boisku w każdym meczu ligowym.
W sezonie 1984/85 Wisła zajęła szesnaste miejsce i spadła do drugiej ligi. Czołowi gracze krakowskiego zespołu, w tym Motyka, otrzymali natychmiast propozycje gry w innych klubach. Zawodnik pozostał w drużynie, bo chciał przywrócić jej dawny blask.
Po trzech latach, Wisła powróciła do I ligi. Motyka nadal był podporą defensywy Białej Gwiazdy. Nosił również opaskę kapitana. Pożegnalny mecz w barwach Wisły rozegrał 25 listopada 1989 roku, kiedy to wystąpił w wygranym 2:1 meczu z Zagłębiem Lubin, rozegranym w Krakowie.
W 1990 roku Motyka podpisał kontrakt z SK Brann. Zawodnik rozegrał tam osiem ligowych meczów, a jego drużyna zbankrutowała. Piłkarz szybko powrócił do Polski i od razu udał się do zarządu Wisły. Działacze krakowskiej drużyny wprowadzili jednak politykę odmładzania składu i nie podpisali kontraktu z 33-letnim graczem. Następnie Motyka na krótko związał się z Hetmanem Zamość.
Wiosną 1992 roku Motyka przeszedł do innego krakowskiego zespołu - Cracovii. Pasy były wówczas pogrążone w wielkim kryzysie, w klubie brakowało nawet wody. Zawodnicy trenowali na obiektach mniejszych klubów, nie płacono im przez wiele miesięcy żadnych pieniędzy. Mimo silnego zespołu, wyniki były słabe i Cracovia spadła do trzeciej ligi. Motyka krakowską drużynę opuścił latem 1993 roku.
Marek Motyka kontynuował później swoją karierę w Kalwariance Kalwarii Zebrzydowskiej, Garbarzu Zembrzyce i Rabie Dobczyce.

### Kariera reprezentacyjna
Marek Motyka zadebiutował w barwach narodowych 17 lutego 1980 roku w przegranym 0:1 meczu z reprezentacją Maroka. Łącznie wystąpił w ośmiu spotkaniach. Wszystkie odbyły się w 1980 roku.
| l.p. | Data              | Miejsce                 | Przeciwnik | Rezultat | Rozgrywki  | Grał   | Uwagi |
| ---- | ----------------- | ----------------------- | ---------- | -------- | ---------- | ------ | ----- |
| 1.   | 17 lutego 1980    | Marrakesz               | Maroko     | 0-1      | towarzyski | od 70' |       |
| 2.   | 27 lutego 1980    | Bagdad                  | Irak       | 1-1      | towarzyski | 90'    |       |
| 3.   | 29 lutego 1980    | Bagdad                  | Irak       | 0-1      | towarzyski | od 4'  |       |
| 4.   | 26 marca 1980     | Budapeszt               | Węgry      | 1-2      | towarzyski | 90'    |       |
| 5.   | 2 kwietnia 1980   | Bruksela                | Belgia     | 1-2      | towarzyski | 90'    |       |
| 6.   | 13 maja 1980      | Frankfurt nad Menem     | Niemcy     | 1-3      | towarzyski | od 18' |       |
| 7.   | 2 lipca 1980      | Santa Cruz de la Sierra | Boliwia    | 1-0      | towarzyski | 90'    |       |
| 8.   | 19 listopada 1980 | Kraków                  | Algieria   | 5-1      | towarzyski | od 46' |       |

## Kariera trenerska
Marek Motyka w 1993 roku podpisał kontrakt z Kalwarianką. W tej drużynie został grającym trenerem. Awansował z nią do III ligi. W 1996 roku opuścił klub i przeniósł się do Garbarza Zembrzyce, gdzie również objął posadę grającego trenera. Dwa lata później, na pół roku trafił do II-ligowego WKS Wawel. W sierpniu 1999 roku podjął pracę w V-ligowym KS Raba Dobczyce. Miesiąc później został trenerem Hutnika Kraków. Na początku stycznia został zatrudniony w BKS-ie Bochnia. Pół roku później został trenerem rezerw Wisły Kraków.
1 lipca 2002 roku Marek Motyka podpisał roczny kontrakt z beniaminkiem piłkarskiej Ekstraklasy – Szczakowianką Jaworzno. Pierwszy mecz w najwyższej klasie rozgrywkowej drużyna Motyki zremisowała u siebie 1:1 z Wisłą Kraków. Po rundzie jesiennej Szczakowianka zajmowała dziesiąte miejsce w tabeli, jednak po trzech porażkach z rzędu wiosną (w tym z Dyskobolią Grodzisk Wielkopolski 0:5) Motyka został zwolniony. Po odejściu z Jaworzna pracował w Tłokach Gorzyce. Został zwolniony po przegranych barażach z Radomiakiem.
1 lipca 2004 roku Motyka objął posadę w Polonii Warszawa. Zarząd postawił mu cel utrzymania się w lidze. Motyka wykonał plan w 100% (Polonia zajęła wówczas dziesiąte miejsce), jednak 25 maja 2005 roku prowadzony przez niego zespół przegrał u siebie w derbach 0:5 z Legią, przez co Motyka opuścił drużynę wraz z wygaśnięciem kontraktu.
10 listopada 2005 roku Marek Motyka został trenerem Górnika Zabrze. W sezonie 2005/06 pomógł śląskiej drużynie utrzymać się w lidze. Pod koniec grudnia 2006 roku Motyka został zwolniony. Na jego miejsce zatrudniono Zdzisława Podedwornego, który miał przywrócić drużynie jej dawny blask. Efekty były przeciwne do oczekiwanych i w marcu 2007 roku prezes Ryszard Szuster zadecydował o ponownym zatrudnieniu Motyki, który pozostał w Zabrzu do końca czerwca 2007 roku.
9 lipca 2008 roku został trenerem Polonii Bytom. Zastąpił Michała Probierza, który po sezonie 2007/08 objął posadę w Jagiellonii Białystok. Pomimo osiągnięcia przyzwoitych wyników, Motyka 15 marca 2009 roku został zwolniony. W ostatnim meczu pod jego wodzą Polonia przegrała derbowy mecz z Ruchem Chorzów 0:3. Motykę zastąpił ukraiński szkoleniowiec Jurij Szatałow.
18 maja Marek Motyka objął posadę trenera w Koronie Kielce. Zastąpił zwolnionego kilka dni wcześniej Włodzimierza Gąsiora. Z kieleckim zespołem podpisał kontrakt obowiązujący do 30 czerwca 2010 roku. W pierwszym meczu pod jego wodzą Korona przegrała na wyjeździe z Zagłębiem Lubin 0:4. Sezon 2008/09 ze złocisto - krwistymi zakończył na trzecim miejscu w lidze. W wyniku decyzji Komisji ds. Nagłych PZPN, klub prowadzony przez niego awansował bezpośrednio do Ekstraklasy. 23 listopada 2009 roku, w po serii słabych wyników, Motyka został zwolniony z funkcji trenera. Jego miejsce zajął Marcin Sasal. 14 października 2010 do 4 kwietnia 2011 był trenerem Kolejarza Stróże.
21 sierpnia 2012 roku został trenerem II-ligowej Garbarni Kraków, zastępując na tym stanowisku Krzysztofa Bukalskiego.